# Lasiobolus microsporus
Lasiobolus microsporus är en svampart som beskrevs av J.L. Bezerra & Kimbr. 1975. Lasiobolus microsporus ingår i släktet Lasiobolus och familjen Ascodesmidaceae.   Inga underarter finns listade i Catalogue of Life.